# Тихонов, Александр Евгеньевич
Алекса́ндр Евге́ньевич Ти́хонов (род. 17 августа 1952, Прокопьевск, Кемеровская область, РСФСР, СССР) — сотрудник ФСБ России. Начальник Центра специального назначения (ЦСН) ФСБ России (1998—2022), генерал-полковник (1999). Герой Российской Федерации (2003).

## Биография
Александр Тихонов родился 17 августа 1952 года в городе Прокопьевск Кемеровской области. По национальности — русский. После окончания средней школы поступил в Высшую школу КГБ. В 1974 году поступил на службу в Комитет государственной безопасности Таджикской ССР. Активно участвовал в локализации межнациональных конфликтов конца 1980-х – начала 1990-х годов.
В 1991 году переведён в центральный аппарат Комитета государственной безопасности СССР (с 1992 – Министерство безопасности РФ, с 1993 – Федеральная служба контрразведки РФ, с 1995 – Федеральная служба безопасности РФ). В 1996 году назначен первым заместителем начальника Управления «А» («Альфа») Антитеррористического центра ФСБ России.
22 октября 1998 года генерал-лейтенант Александр Тихонов назначен начальником только что созданного Центра специального назначения (ЦСН) ФСБ России. ЦСН был сформирован на базе двух боевых управлений – «А» («Альфа») и «В» («Вымпел»). Данный центр под руководством Тихонова проводил различные операции по борьбе с терроризмом, уничтожению боевиков в Чеченской Республике и за её пределами, в том числе в Сирийской Арабской Республике.
18 января 2003 года за мужество и героизм, проявленные при выполнении специального задания (по некоторым данным – за операцию по освобождению заложников в Театральном центре на Дубровке) «закрытым указом» президента РФ генерал-полковнику Тихонову Александру Евгеньевичу присвоено звание Героя Российской Федерации.
С сентября 2022 года в отставке.
Живёт в Москве.

## Награды
СССР
- Орден Красной Звезды;
- Орден «За личное мужество»;
- Медали.

России
- Герой Российской Федерации («закрытым указом» от 18 января 2003 года, медаль № 776) – за мужество и героизм, проявленные при выполнении специального задания;
- Орден «За заслуги перед Отечеством» III степени;
- Орден «За заслуги перед Отечеством» IV степени;
- Орден Мужества;
- Орден «За военные заслуги»;
- Медаль ордена «За заслуги перед Отечеством» II степени;
- Медали.

Конфессиональные
- Орден святого благоверного великого князя Димитрия Донского II степени (2007 год) – во внимание к помощи в строительстве храма в Центре специального назначения ФСБ России[6].